# Pont de Kirkonsalmi
Le pont de Kirkonsalmi (finnois : Kirkonsalmen silta) est un pont à  Naantali en Finlande.

## Présentation
Le pont de Kirkonsalmi est un pont routier situé à Merimasku, qui relie l'île d'Otava au continent en traversant le détroit de Kirkonsalmi.
Le pont est emprunté par la route de liaison 1930 menant à Masku et Velkua .
La longueur totale du pont est de 273 mètres et sa portée est de 75 mètres.
La largeur du tablier du pont est de 11,5 mètres et la hauteur en dessous du pont est de 16 mètres.
Ilkka Vilonen de Ramboll Finland est le principal concepteur du pont.
Le pont a été achevé en 2002 pour remplacer le traversier qui traversait le détroit de Kirkonsalmi.

## Galerie

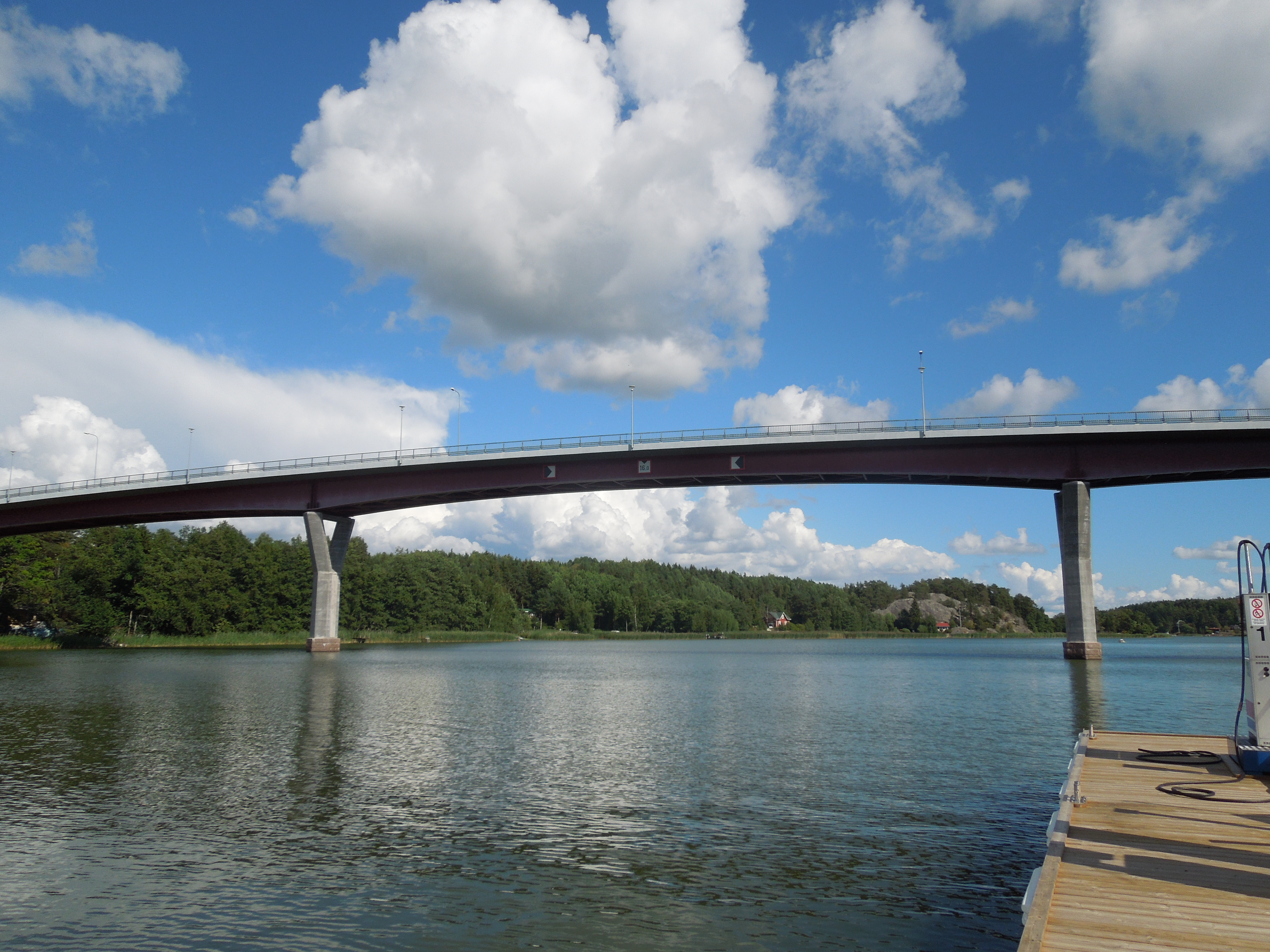
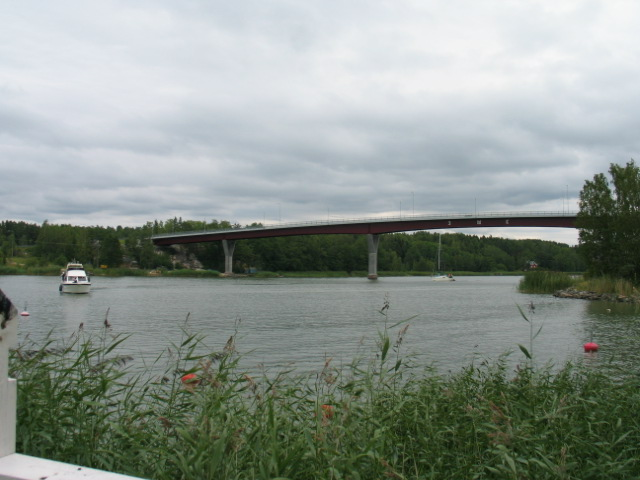
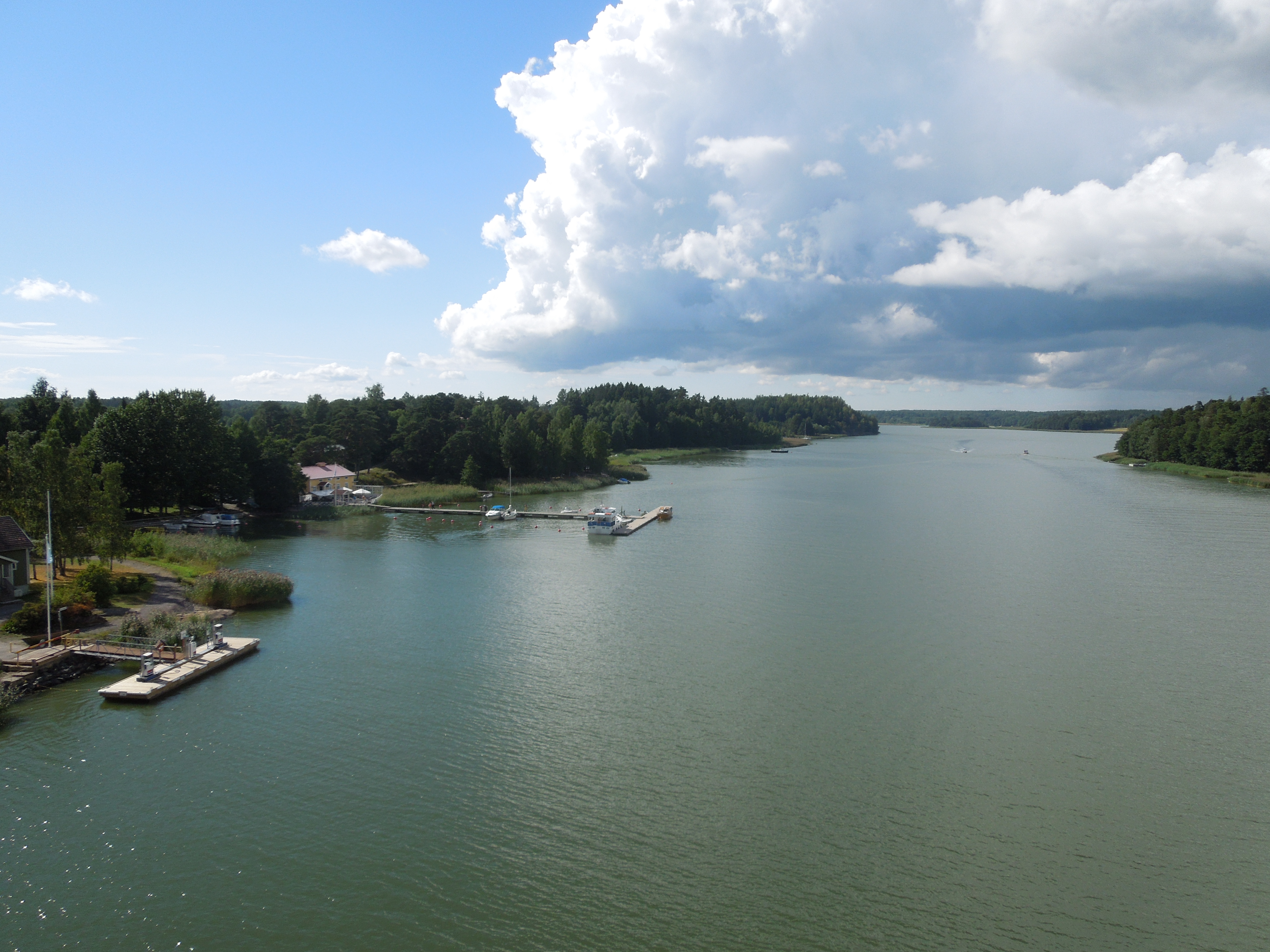